# Raúl Alfredo Cascini
Pour les articles homonymes, voir Cascini.
Raúl Alfredo Cascini (né le 7 avril 1971 à San Fernando en Argentine) est un joueur de football professionnel italo-argentin évoluant au poste de milieu de terrain. Il mesure 1 mètre 72.
Il possède de plus la nationalité italienne.

## Biographie
Le premier club de Raúl Alfredo Cascini fut Club Atlético Platense en Argentine, puis CA Independiente, Estudiantes de La Plata, le Toulouse FC en France, qui marque son unique passage en Europe, avant de retourner en Argentine, à Estudiantes de La Plata, à Boca Juniors puis de nos jours à Club Atlético Centenario.
Son palmarès personnel se résume à un titre de champion d'Argentine avec Boca Juniors en 2003, ainsi que la même année la Copa Libertadores et la Coupe intercontinentale. Il remporte en 2004 la Copa Sudamericana.

## Palmarès
- Supercopa Sudamericana :
  - Vainqueur : 1994
- Recopa Sudamericana :
  - Vainqueur : 1995
- Copa Libertadores :
  - Vainqueur : 2003
- Coupe intercontinentale :
  - Vainqueur : 2003
- Copa Sudamericana :
  - Vainqueur : 2004
- Championnat d'Argentine :
  - Vainqueur : Clausura 1994, Apertura 2003